# Арахцау
Арахцау или Ерахцау (осет. Арæхдзау, Арæхцæу) — в осетинском нартском эпосе имя молодого нартского героя из рода нартов. Арахцау был приёмным сыном Бедзенаг-алдара и другом Сослана.

## Мифология
Однажды в Нижних Нартах родился мальчик. В этот же день в Верхних Нартах родилась девочка. Мальчик тайком ночью залез в люльку к девочке и всю ночь провёл с ней. Вскоре у девочки родился златокудрый сын. Жители Верхних Нарт, чтобы избежать скандала, поместили этого мальчика в ящик, который опустили в море.
Бедзенег-алдар был бездетным. Однажды он забросил сети в море и вынул из него ящик, в котором лежал златокудрый младенец. Бедзенег-алдар оставил себе ребёнка и стал его приёмным отцом.
Младенец отличался необыкновенной силой. Уже в самом раннем возрасте Арахцау превзошёл доблестью богатыря Сослана. Удивлённый самоотверженностью и чудесной силой юного Арахцау, Сослан стал его попечителем. Арахцау вместе с Сосланом участвовал во взятии крепости Гори, которая находилась на высокой горе. В этой крепости жила Агунда, которую любил Сослан. Во время штурма крепости стрела попала в макушку Арахцау и вышла через его пятку, но Арахцау остался жив. Когда защитники подумали, что Арахцау и Сослан погибли, они открыли ворота крепости и Сослан захватил Агунду и взял её в жёны. На свадьбе Сослана Архцау был его шафером.
Однажды Арахцау пришёл на нартский пир. На этом пиршестве его оскорбил Челахсартаг, который был сыном Хыза. Челахсартаг, обозвав Арахцау незаконнорождённым, сказал ему: «Щенок, зачем ты пришёл к нам, воняя рыбой?». Арахцау задумал отомстить Челахсартагу, но послушался совета Сослана, которому Челахсартаг обещал отдать в жёны свою дочь за примирение с Арахцау. Сослан отблагодарил Арахцау за послушание, подарив ему коня Цылана, который имел чудесную способность в жаркую погоду охлаждать хозяина, а в холодную — согревать.
Арахцау погиб в результате сговора Сырдона и Куан-алдара. Арахцау был похоронен в серебряном гробу. Сослан жестоко отомстил убийцам Арахцау, убив Куан-алдара и его сына, а дочь Куан-алдара отдал наречённому отцу Архцау Бедзенег-алдару.

## Источник
- Нарты, Осетинский героический эпос, Главная редакция восточной литературы, М., 1989, стр.221 — 234, ISBN 5-02-016996-X